# Matteo Pérez

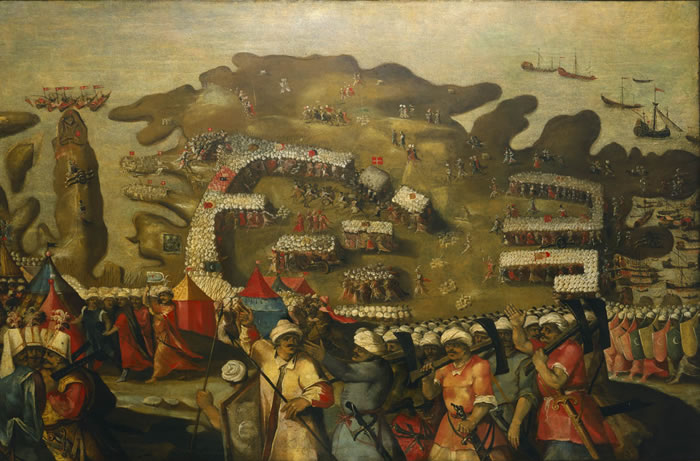
Le siège de Malte
Arrivée des troupes turques

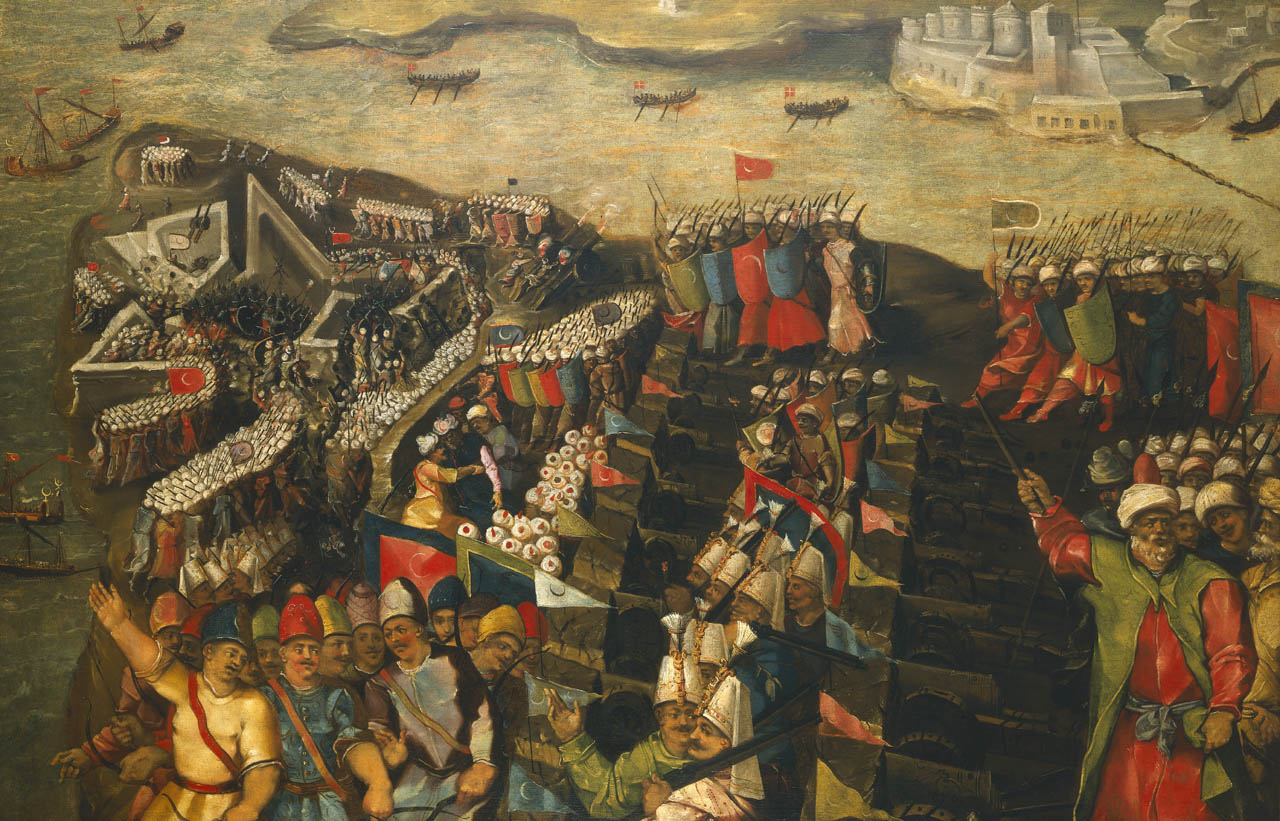
Le siège de Malte
Prise de San Elmo

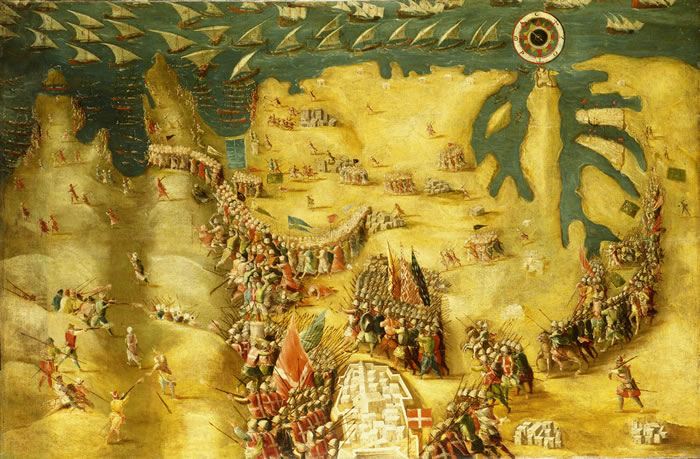
Le siège de Malte
La Flotte turque

Matteo de Lecce, aussi connu sous le nom de Matteo d'Aleccio, né Matteo Pérez (Lecce, 1547 - Lima, 1616) est un peintre italien maniériste qui a été actif à Rome, Naples, Malte et Lima.

## Biographie
Peintre de sujets sacrés, d'histoire, ou de marines, Matteo d'Aleccio travailla auprès de Michel-Ange, dans la chapelle Sixtine, au Vatican, en peignant pour La Chute des anges rebelles (projet inabouti) en face du Jugement dernier du maître.
Il devient en 1573 membre de l'Accademia di San Luca à Rome. Il obtient du succès et travaille pour deux papes : Pie V et Grégoire XIII.
Il quitte Rome en 1576, et après une courte étape à Naples où il rencontre Pablo Moron qui devient son assistant, il part pour Malte où il devient le peintre officiel de l'ordre de Saint-Jean de Jérusalem à Malte jusqu'à son départ en 1581. Sa présence à Malte et son travail introduisent sur place la peinture maniériste.
L’œuvre la plus célèbre qu'il laisse dans l'île se trouve dans la salle du Grand Conseil du Palais des grands maîtres à La Valette, le cœur politique de l'Ordre. Il s'agit d'un cycle peint à fresque qui développe en treize panneaux la victoire des chevaliers sur les Ottomans lors du Grand Siège de Malte en 1565. Sa peinture, très minutieuse, reproduit avec une grande précision les costumes, les armures, l'architecture militaire et les formations de combat de son temps.
Ce travail connaît un grand succès et il est reproduit sous forme de gravure, par l'artiste lui-même dès 1582, ou sous forme de peintures sur toiles par d'autres artistes, comme celles qui se trouvent aujourd'hui encore dans le château de Lacassagne, à Saint-Avit dans le Gers, et qui furent commandées en 1620 par Jean-Bertrand de Luppé qui servait comme chevalier dans l'Ordre à La Valette à cette date, ou encore celles appartenant au National Maritime Museum de Greenwich à Londres, lesquelles proviennent de la collection du roi Charles Ier d'Angleterre, et furent probablement les modelli de l'artiste lui-même.
Au début des années 1580, il part à Séville, en Espagne, où il réalise en 1584 une gigantesque fresque de saint Christophe pour la cathédrale. Elle se trouve sur le mur jouxtant la porte des Princes, à côté du monument à Christophe Colomb. La signature de l'artiste est visible sur l'oiseau placé dans le coin inférieur droit de la fresque.
En 1589, il part au Pérou et s'établit à Lima où il se met au service de García Hurtado de Mendoza, vice-roi du Pérou. Il se montre actif au cours de ses années péruviennes et réalise de nombreuses fresques dont celles du couvent Santo Domingo de Lima.
Pablo Moron, Adrián de Alesio, Francisco Bejarano, Domingo Gil, Francisco García et Francisco Sánchez Nieto ont été ses élèves.

## Œuvres
- La Chute des anges rebelles, La Dispute sur le corps de Moïse (v. 1574), chapelle Sixtine, Vatican.
- Fresques de la Villa d'Este à Tivoli.
- Fresques de la Villa Mondragone à Frascati.
- Retable, Sant'Eligio degli Orefici
- Baptême du Christ, co-cathédrale Saint-Jean
- Tableaux et fresques sur le siège de Malte, Sala di San Michele e San Giorgio, connue aussi comme Sala del Trono, au Palazzo del Gran Maestro de La Vallette (certaines des toiles sont conservées au National Maritime Museum de Londres)[4].
- Saint Christophe, cathédrale, Séville.
- Portrait du vice-roi García Hurtado de Mendoza, Lima[5].
- Vie de saint Dominique, Saint Jérôme et un donateur, église du couvent Santo Domingo, Lima[5].
- Plusieurs autres œuvres au Pérou pourraient lui être attribuées (Iglesia de la Merced de Lima, Monasterio Santa Rosa de las Monjas, Iglesia y Convento de San Francisco en Lima, collections de la famille Velarde).

## Sources
- (en) Cet article est partiellement ou en totalité issu de l’article de Wikipédia en anglais intitulé « Matteo Perez d'Aleccio » (voir la liste des auteurs).